# Stepnoie (Omsk)
|  | Per a altres significats, vegeu «Stepnoie». |

Stepnoie (en rus: Степное) és un poble de l'óblast d'Omsk, a Rússia, que en el cens del 2010 tenia 798 habitants. Pertany al districte rural de Mariànovka.